# 린휘인

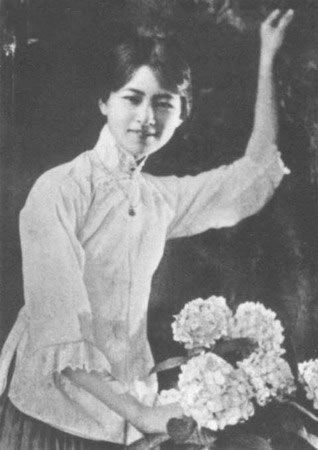
린후이인의 젊은 시절

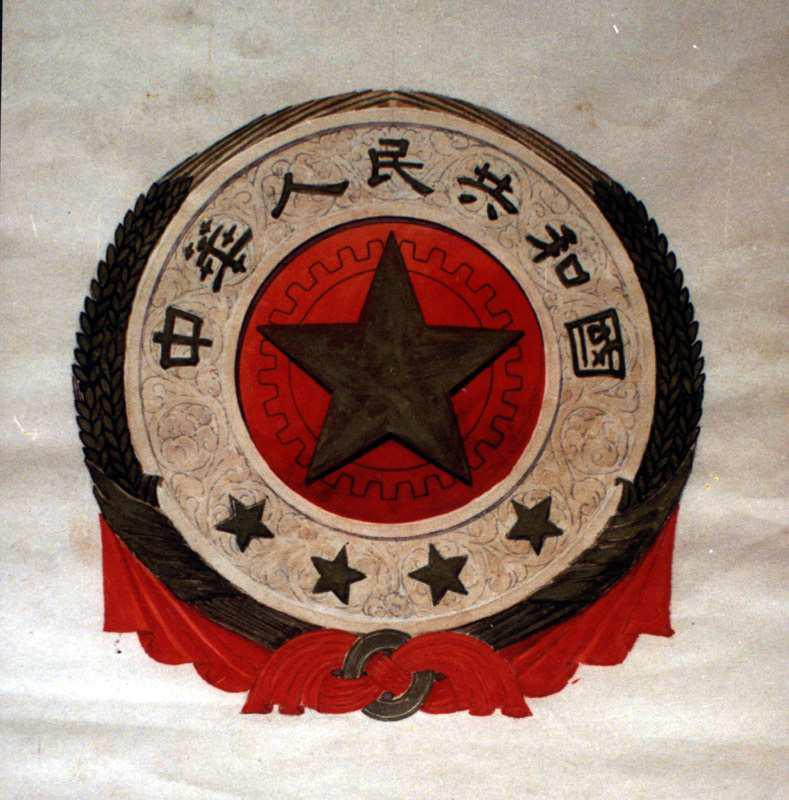
린후이인이 제작한 중화인민공화국 초기의 국장 설계

린후이인(한국어: 임휘인, 중국어: 林徽因, 1904년 6월 10일 ~ 1955년 4월 1일)은 20세기 중국의 저명한 건축가이자 작가이다. 중국 최초의 여성 건축가이자, 중국 현대 건축사의 시조로 여겨지고 있다. 중국 초기의 국가문장을 디자인한 사람 중 한 명이다. 그녀의 조카는 중국계 미국인 건축가이자, 워싱턴 D.C.의 베트남 전쟁 전몰자 위령비를 디자인한 마야 린이다.

## 생애
저장성의 항저우시 출신으로, 푸젠성 출신의 유복한 집안의 딸로 태어났다. 펜실베이니아 대학과 예일 대학에서 수학했으며, 량치차오의 맏아들이자, 그녀의 남편 량쓰청과 함께 건축 전문가로서 중국 여러 대학의 건축 디자인을 담당하기도 하였다. 1940년대 중반 이후 옌칭 대학 등의 건축학 교수를 거쳐 칭화 대학의 건축학 교수에 초빙되었다. 한국 전쟁 이전에 중국의 초기 국가 휘장의 제작에 작품을 출품하기도 하였고, 나중에 인민영웅기념비 등의 설계에 건축학자로서 참여하기도 했지만, 그녀는 공산주의 혁명가가 아니었으며, 유명한 시인인 쉬즈모가 훔치고 싶어했던 절세의 미인이기도 했던 동시에, 평생 독신으로 지냈던 중국의 철학자 진웨린이 평생 마음 속에서 사모했던 절세의 여성 학자로 알려지기도 한다.
1920년대~1930년대 비평주의 혹은 자유주의 문학 단체였던 상하이 '신월파(新月派)' 및 베이징 '경파(京派)' 문학인 서클에서 활동하기도 했으며, 장둥쑨, 원이둬, 판광단, 뤄룽지, 진웨린, 장시뤄, 메이루아오, 왕화청, 천멍자, 빙신, 량스추, 주쯔칭, 주광첸, 쉬즈모, 후스 등의 당대 중국 유명 학자들과 교류하고 삶과 인생 전반의 영감에 대한 시와 에세이, 짧은 희곡 등의 문학에서도 재능을 보였다. 중국 건축사에 대한 저서를 집필하기도 하였고, 서양 건축 관련 서적을 중국어로 번역해 소개하기도 했다. 그녀는 한국전쟁 이후로, 마오쩌둥의 통치 하에서 더욱 힘든 학자적 삶의 여정을 맞이하기도 하였고 병으로 일찍 세상을 떠났다.